# Barrio R10
R10 es uno de los sectores de la ciudad de Cabimas estado Zulia (Venezuela), pertenece a la parroquia Jorge Hernández. Toma su nombre de un pozo petrolero del campo la Rosa, con nomenclatura (H-5), luego con el tiempo por división territorial se llamó R-10. Hoy debido a la gran cantidad poblacional y la necesidad de tener Consejos Comunales surge R10 -I y R10 -2.

## Ubicación
Se encuentra colindando entre los sectores Corito al norte (calle Altamira), Los Postes Negros al este (calle Los Postes Negros), Jorge Hernández al sur (carretera M o Panamá, viene de toda la 32 con 31 y llega a R10) y La Rosa Vieja  y  R5 al oeste (Av Intercomunal).

## Zona Residencial
R10 es un sector construido en los alrededores del pozo petrolero del mismo nombre el cual fue perforado a inicios de la explotación petrolera (años 20's), el pozo sigue activo con un equipo de bombeo mecánico en la Av Intercomunal del barrio Jorge Hernández. R10 también tiene un importante número de locales comerciales y panadería. La capilla de Nuestra Señora de Chiquinquirá, dependiente de la Parroquia San Juan Bautista de La Rosa, fue construida en 1926 como una promesa de uno de sus primeros habitantes(Eduardo Cedillo) al haber conseguido construir su casa. También es referencia para la época del expresidente Marcos Pérez Jiménez la Arepería R-10 hoy también es icono cultural para el sector, ya que aún se mantiene. Cine la Estrella, referencia por sus cintas cortos y largos metrajes. Hoy el cine es un templo de evangelización cristiana. El Club R10, donde se bailaba, disfrutaba con los mejores artistas y conjuntos locales y foráneas, se hacían bingos, tómbolas pro mejoras. Hoy este club es un centro evangelistico y ventas de comidas rápidas.   

## Vialidad y Transporte
Las calles de R10 están pavimentadas, con un sistema de drenajes y embaulamiento.  Las líneas 32 y Corito pasan cerca de allí, al igual que la Línea Cabimas - Lagunillas, pasa por la Av Intercomunal. La calle Curazaito es referencia central del barrio; ya que fue vía principal que llegaba a la William /Lara Zulia.

## Sitios de Referencia
- Panadería R10. Av Intercomunal
- Capilla La Chinita. Sector R10 entrando por la Av Intercomunal desde la calle R10.
- Ferretería Fesanca y la Gasolana.
- Arepitas de los hermanos Wilmer y Luis Gutiérrez  y de los ricos pollos asados de Teodoro
- El Club R-10. Los Sarmientos.
- Supermercados R-10 C.A. de Vicenzo Perozzi y Flia. frente a la parada de la 32
- Cine la Estrella/hoy centro evangelistico cristiano de los hermanos Lameda.￼